# Mady Correll
Mady Correll, née le 19 avril 1907 à Montréal et morte le 18 décembre 1981 à Los Angeles, est une actrice canadienne.

## Biographie
Installée aux États-Unis, Mady Correll débute au théâtre et joue notamment à Broadway (New York), où elle apparaît pour la première dans deux pièces représentées en 1933, dont Springtime for Henry de Benn W. Levy (avec Henry Hull et Gavin Muir). Là, suivent quatre autres pièces, la dernière en 1950.
Au cinéma, elle fait une brève carrière, contribuant à seulement dix films américains (dont deux courts métrages), le premier en 1934. Son dernier film, sans doute le plus connu, est Monsieur Verdoux de Charlie Chaplin (1947), où elle personnifie l'épouse handicapée de l'acteur-réalisateur. Entretemps, mentionnons également Son patron et son matelot de Richard Wallace (1941, avec George Murphy et Lucille Ball).
Mady Correll meurt en 1981, à 74 ans.

## Théâtre à Broadway (intégrale)
- 1933 : Springtime for Henry de Benn W. Levy : Mlle Jones
- 1933 : June Moon de Ring Largner et George S. Kaufman : Mlle Rixey
- 1934 : Too Much Party d'Hiram Sherman : Falba Twentyman
- 1935 : Sweet Mystery of Life de Richard Maibaum, Michael Wallach et George Haight, mise en scène et production d'Herman Shumlin : Norma
- 1944-1945 : School for Brides de Frank Gill Jr. et George Carleton Brown : Mary (remplacement)
- 1950 : Southern Exposure d'Owen Crump : une touriste

## Filmographie partielle
- 1937 : Midnight Madonna (en) de James Flood : Kay Barrie
- 1938 : Invisible Enemy (en) de John H. Auer : la princesse Stéphanie
- 1941 : Son patron et son matelot (A Girl, A Guy, and a Gob) de Richard Wallace : Cora
- 1942 : The Old Chisholm Trail (en) d'Elmer Clifton : Belle Turner
- 1944 : Texas Masquerade (en) de George Archainbaud : Virginia Curtis
- 1944 : Moonlight and Cactus (en) d'Edward F. Cline : une fille
- 1946 : Les Plus Belles Années de notre vie (The Best Years of Our Life) de William Wyler : une annonceuse
- 1947 : Monsieur Verdoux (titre original) de Charlie Chaplin : Mona Verdoux